# باتريك هيلمس

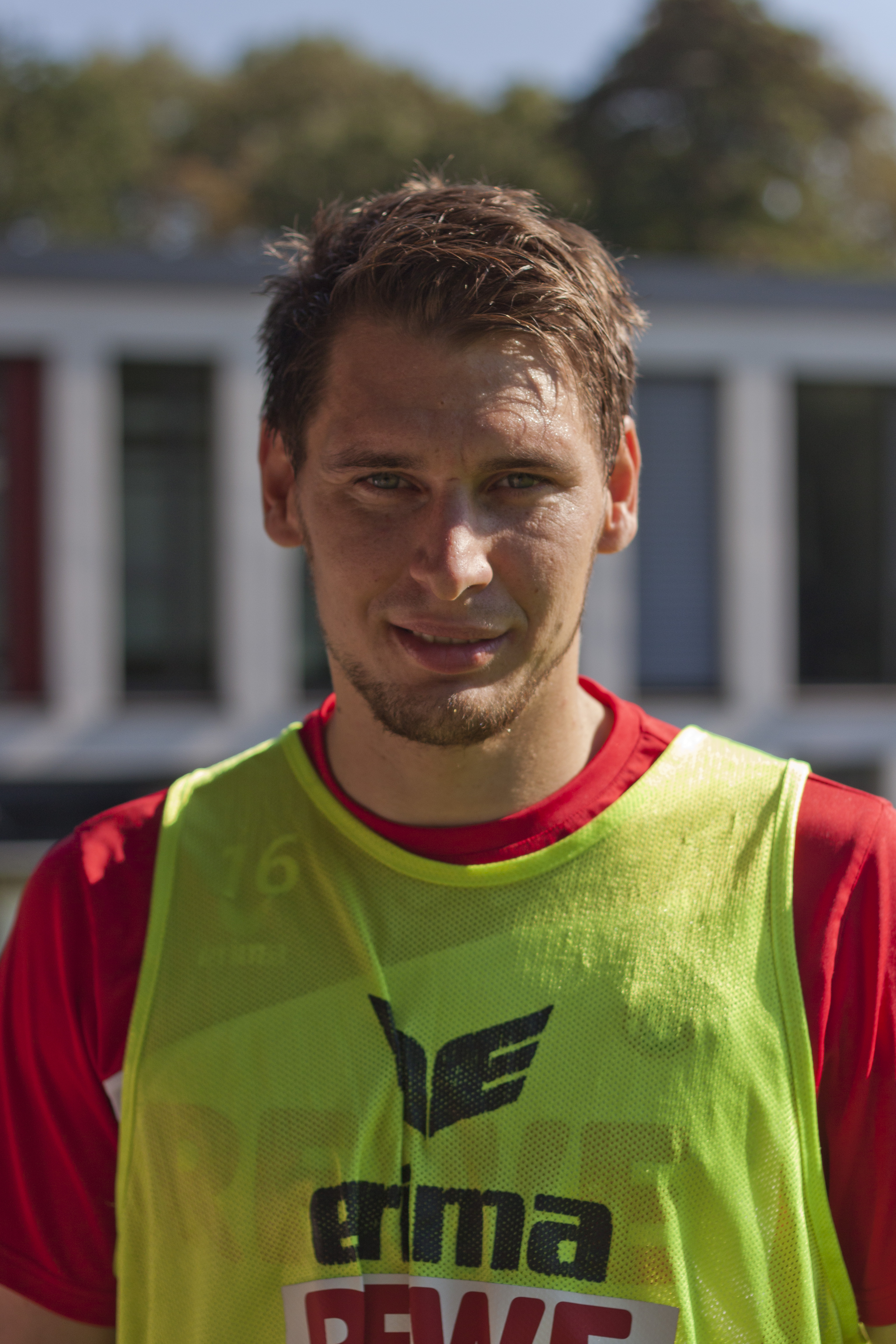

باتريك هيلمس (بالألمانية: Patrick Helmes) (مواليد 1 مارس 1984 في كولونيا - ألمانيا الغربية) لاعب كرة قدم ألماني يلعب حاليا لصالح نادي الدرجة الأولى كولن الألماني منذ 2013 في مركز المهاجم وسبق له اللعب في العديد من الاندية الألمانية منها فولفسبورج وبايرليفكروزن .

## روابط خارجية
- باتريك هيلمس على موقع قاعدة بيانات كرة القدم.إي يو (الإنجليزية)
- باتريك هيلمس على موقع بيانات كرة القدم. دي إي (الألمانية)
- باتريك هيلمس على موقع ناشيونال فوتبول تيمز (الإنجليزية)
- باتريك هيلمس على موقع عالم كرة القدم.نت (الإنجليزية)
- باتريك هيلمس على موقع AS.com (الإسبانية)